# Турдугулов, Жолаушы Абулгазинович
Жолаушы Абулгазинович Турдугулов (род. 15 июля 1950, Алексеевка, Восточно-Казахстанская область).

## Биография
Родился 15 июля 1950 года в селе Алексеевка (ныне — Маркаколь в Курчумском районе Восточно-Казахстанской области Казахстана) в казахской семье, там же учился в школе.
В 1977 году закончил Алматинское художественное училище имени Н. В. Гоголя с отличием по специальности «художник-постановщик народных и профессиональных театров».
С 1977 г. по 1985 г. работал в Маркакольском райотделе культуры в качестве художника постановщика народного театра, совмещая других самодеятельных работ (актёр, художник-бутафор, гримёр, солист-инструменталист, вокалист и др.)
С 1985 г. по 1992 г. работал художником-реставратором в «Казмузреставрации» г. Алматы.
В 1992 г. окончил Казахский государственный педагогический университет имени Абая по специальности «учитель изобразительного искусства, черчения и труда».
С 1993 г. занимается педагогической деятельностью в кафедре творческих специальностей Института искусств, культуры и спорта КазНПУ им. Абая. Преподаёт предметы: «Композиция», «Проектирование», «Мастерские по выбору», «Художественная обработка дерева», «Традиционные материалы», «Производственное обучение», «Практическое обучение». Основные новаторские направления осуществляются через связи традиционных искусств современными поисками творчества, возобновляются и развиваются лучшие традиции искусства разных времён.
Занимается творческой и научной деятельностью. Является одним из художников-прикладников Казахстана. Особенное место в его работе занимает изготовление и воссоздание народных музыкальных инструментов, традиционно-художественное развитие внешности, акустические качества инструмента. Им выполнено огромное количество народных музыкальных инструментов. Является автором многих научных и методических публикации по прикладному искусству.
Известные инструменталисты-домбристы и певцы традиционной песни играют на инструментах, изготовленных Турдугуловым. Например: народные артисты РК Кайрат Байбосынов, Алтынбек Коразбаев, Заслуженные артисты РК: Макпал Жунусова, Майра Ильясова, Айгуль Косанова, Ардак Исатаева, Бекболат Тлеуханов, а также Асылбек Енсепов, Группа «Улытау», педагоги и студенты Государственной Консерватории им. Курмангазы, музыкальных колледжей.
Изготовлены специальные инструменты для президента РК Назарбаева Нурсултана Абишевича и Кылкобыз для Президента России Владимира Владимировича Путина, для многих народных оркестров областей, Государственного Народного оркестра им. Курмангазы, для Республиканских конкурсов. (Солистов-инструменталистов, «Алем-арт» и др.). Многие инструменты находятся за рубежом (Америка, Германия, Япония, Китай, Монголия, СНГ).
Его ученики являются победителями Республиканских и международных конкурсов «Үкілі домбыра», «Дана қобыз», «Шабыт», «Ортеке», «Шебер» и др.

## Награды
В 1980 г. стал лауреатом Первого Всесоюзного конкурса патриотических песней, посвящённого 35 годовщине Великой Победы.
В 1989 г. награждён Почётной грамотой Министерства культуры СССР И Центрального комитета профсоюза работников культуры за активную творческую работу.
В 1992 г. Стал лауреатом Первого Международного конкурса по изготовлению казахского народного музыкального инструмента «Үкілі домбыра», заняв 3-е место
В 1994 г. Стал лауреатом Второго Республиканского конкурса «Үкілі домбыра», заняв 1-е место.
В 1996 г. Стал обладателем Гран При Третьего Республиканского конкурса «Үкілі домбыра», выиграв первый специального приз «Золотая домбыра».
В июне 1998 г. В Австрийском городе Мольне, на ІІІ Международном конгресе варганной музыки в составе экспозиции казахских музыкальных инструментов был наркобыз, сделанный Турдугуловым Жолаушы, который получил высокую оценку специалистов международного уровня.
2000 г. Творческий вечер и персональная выставка музыкальных инструментов связи с пятидесятилетием Турдугулова Ж. А.
С 2001 г. Член Союза Художников РК.
В 2005 г. присвоен почётное звание «Мәдениет қайраткері» РК.
В сентябре 2006 г. В Алматы проходил І Республиканский конкурс-марафон «Дана кобыз», целью которого являлся выявление лучших мастеров-изготовителей национального инструмента кылкобыз. Турдугулову Жолаушы, который изготовил кылкобыз, отличающийся технологией изготовления и своеобразием орнаментов, звучанием, было присвоено Гран-при и специальный приз «Алтын кобыз».
2007 г. Профессор КазНПУ им. Абая.
2008 г. Медаль «Құрметті қызметкер» КазНПУ им. Абая.
2009 г. Диплом международного фестиваля «Шедевры мирового искусства» г. Ашхабад Туркменистан.
2010 г. Творческий вечер и персональная выставка музыкальных инструментов связи с шестидесятилетием Турдугулова Ж. А.
2010 г. Выпускается книга автора составителя Рабиловой З. Ж. «Жолаушы» о творческой деятельности Турдугулова Ж. А.
2010 г. Медаль «Үздік ұстаз» КазНПУ им. Абая.
2010 г. Лауреат ІІ- место на первом международном фестивале «Ортеке»
2011 г. ІІІ Республиканский конкурс «Шебер — 2011», Победитель номинации «Асыл ұстаз».
2011 г. Награждён юбилейной медалью «20 лет Независимости Республики Казахстан».
2012 г ІV Республиканский конкурс «Шебер — 2012», Победитель номинации «Живое наследие».
2012 г. Почётная грамота Министерства образовании и науки РК.
2013 г. Учебное пособие, ДОМБЫРА. Строение и технология изготовления казахской домбры.
2013 г. Почетная грамота Министерства образования и науки РК.
2014 г. Награжден почетным званием «Білім беру ісінің құрметті қызметкері» Министерства образования и науки РК.
2017 г. ІХ Республиканский конкурс «Шебер — 2017», Победитель номинации «Высокое мастерство».
2018 г. Х Республиканский конкурс «Шебер — 2018», звание лучшего мастера 2018 года и медаль «Хас шебер».
2018 г, Награжден Орденом ІІІ степени «Еңбек даңқы».